# ییرژی سرنکا
ییرژی سرِنکا (چکی: Jiří Srnka؛ ۱۹ اوت ۱۹۰۷ – ۳۱ ژانویهٔ ۱۹۸۲) آهنگساز اهل چکسلواکی بود. از سن ۸ سالگی استاد او نوازنده معروف ویولن، اتاکار شفچیک در هنرستان موسیقی پراگ بود. او از سال ۱۹۲۸ در مدرسه ویگسلاف نوواک و آلویس هابا تحصیل کرد. او برای نزدیک به ۲۰۰ فیلم موسیقی ساخت.